# 梅克倫堡-施威林的威廉
梅克倫堡-施威林的威廉（德語：Wilhelm zu Mecklenburg-Schwerin，1827年3月5日—1879年7月28日），德國貴族，梅克倫堡-施威林大公保羅·腓特烈的次子。

## 家庭
1865年，威廉與普魯士的亞歷山德琳結婚。亞歷山德琳的父親是威廉的舅舅阿爾布雷希特王子，母親是荷蘭的瑪麗安妮。兩人的獨女夏洛特於1868年出生。